# 계산동 (인천)
계산동(桂山洞)은 인천광역시 계양구의 법정동이다. 옛 부평도호부의 중심지로서, 부평향교, 부평도호부청사, 어사대, 욕은지 등 유적지가 있는 역사깊은 고장이며, 구획정리를 통해 도시기반을 구축하였고 현재는 주택 및 상업, 금융지역이다.

## 개요
계산2동은 계양산 기슭에 위치한 쾌적한 전원 도시로서 계양산성 등 많은 역사문화와 수녀원, 사찰등 각종 종교단체가 소재해 있으며 자연적 휴식공간 및 문화체육의 중심지로서 지역의 중추적 역할을 담당하고 있다. 계산3동은 계양구의 중심부에 위치한 조용한 주거지역으로서, 구청 등 관공서, 재래시장, 대형할인매장, 계양산, 문화시설, 체육시설, 삼림욕장 등이 가까이 인접한 교통이 편리하고, 살기좋은 쾌적한 동네이다.  계산4동은 계산택지개발지구 형성으로 주거지역의 대부분이 아파트로 구성되어 있어 깨끗한 주거환경을 자랑하며 대형상가 등 신상권 형성과 각 공공기관이 자리하고 있어 상업, 행정, 교통의 중심지역이다.

## 법정동
- 계산동

## 교육
- 계산초등학교
- 길주초등학교 (용종동)
- 부평초등학교
- 신대초등학교 (용종동)
- 안남초등학교
- 안산초등학교
- 인천해서초등학교
- 계산중학교
- 북인천중학교
- 안남중학교
- 계산고등학교
- 계산여자고등학교 (용종동)
- 계양고등학교 (용종동)
- 경인여자대학교
- 경인교육대학교 인천캠퍼스

## 교통
- 인천 도시철도 1호선 계산역, 경인교대입구역

## 아파트
| 초정마을 하나        | 한국공영㈜          | 한국공영㈜          |  |
| 초정마을 동아        | ㈜동아건설산업      | ㈜동아건설산업      |  |
| 초정마을 두산        | 두산건설            | 두산개발㈜          |  |
| 초정마을 쌍용        | 쌍용건설            | 쌍용건설            |  |
| 초정마을 중앙·신대진 | ㈜중앙공영 ㈜신대진 | ㈜중앙공영 ㈜신대진 |  |
| 은행마을 태산        | ㈜태산              | ㈜태산              |  |
| 은행마을 태평        | ㈜태평건설          | ㈜태평건설          |  |
| 은행마을 삼보        | 삼보종합건설㈜      | 삼보토건㈜          |  |
| 은행마을 강북        | ㈜강북건설          | ㈜강북건설          |  |
| 은행마을 아주        | ㈜아주종합건설      | ㈜아주종합건설      |  |

## 주요 도로
- 경명대로
- 주부토로
- 계양대로
- 장제로
- 계산새로
- 계산로
- 계양산로
- 오조산로
- 계양문화로
- 오조산공원로
- 향교로
- 계산천서로
- 어사대로
- 안산로